# Aeroporto conteale di Antrim
L'Aeroporto conteale di Antrim (IATA: ACB, ICAO: KACB) (in inglese Antrim County Airport), è uno scalo aeroportuale statunitense situato a 2 km (1 mi) a Nord-Est del centro abitato di Bellaire, nello stato federato del Michigan, capoluogo della contea di Antrim.
L'aeroporto è incluso nel Piano nazionale dei sistemi aeroportuali integrati (National Plan of Integrated Airport Systems) della Federal Aviation Administration (FAA) per il periodo 2017-2021, poi per il periodo 2021-2025, in cui è classificato come struttura di aviazione generale locale.

## Struttura
La struttura, priva di torre di controllo del traffico aereo e posta a 190 m s.l.m. (623 ft), copre un'area di 147 ha (363 acri) e comprende strutture di servizio e ricovero velivoli e una pista con superficie in asfalto lunga 1 525 e larga 30 m (5 003 x 100 ft), con orientamento 02/20, dotata di sistema di illuminazione a bordo pista a media intensità (MIRL) e sistema luminoso di avvicinamento PAPI.